# Cornwallis River
Cornwallis River (pierwotnie Rivière des Habitants) – rzeka (river) w kanadyjskiej prowincji Nowa Szkocja, w hrabstwie Kings.
Rzeka rozpoczyna swój bieg w okolicach miasta Berwick, płynie w kierunku wschodnim i uchodzi do zatoki Minas Basin, dla francuskojęzycznych Akadyjczyków funkcjonowała pod mianem Rivière des Habitants, następnie została nazwana na cześć brytyjskiego gubernatora Nowej Szkocji (w latach 1749–1752) Edwarda Cornwallisa; nazwa Cornwallis River urzędowo zatwierdzona 5 lipca 1951.